# ثابت أديباتي
تُعرف خصائص الأنظمة الفيزيائية التي تظل ثابتة تقريبًا في حالة التغيرات البطيئة (مثل إنتروبيا الغازات) بالثوابت الأديباتية. أو بمعنى آخر، إذا تغير نظام ما من حالة إلى أخرى فإن التغير في الثوابت الأديباتية يؤول إلى الصفر عندما يؤول زمن وقوع التغير إلى ما لا نهاية.
تُعرف العمليات الأديباتية في الديناميكا الحرارية بأنها التغيرات التي تحدث دون تدفق الحرارة من النظام أو إليه؛ قد تكون تلك العمليات سريعة أو بطيئة. بينما تُعرف العمليات الأديباتية القابلة للعكس بأنها العمليات الأديباتية التي تحدث على مدار فترة زمنية طويلة مقارنةً بالوقت اللازم للوصول إلى حالة الاتزان، وفي تلك الحالة يظل النظام في حالة اتزان خلال جميع مراحل التغير وتظل الإنتروبيا ثابتة. وفي النصف الأول من القرن العشرين استخدم العلماء المختصون بالفيزياء الكمية مصطلح «أديباتي» في بادئ الأمر للإشارة إلى العمليات الأديباتية القابلة للعكس، ولاحقًا للإشارة إلى أي أوضاع متغيرة تدريجيًا تسمح للنظام بالتكيف مع حالته الجديدة، والتعريف الأخير هو أقرب إلى مفهوم العمليات شبه الساكنة في الديناميكا الحرارية وليس له أي صلة مباشرة بالعمليات الأديباتية في الديناميكا الحرارية.
يُعرف التغير الأديباتي في الميكانيكا بأنه التشوه التدريجي للهاميلتونيان، حيث يكون معدل تغير الطاقة الجزئي أبطأ بكثير من التردد المداري. وتُعبر المساحة المُحددة بالحركات المختلفة في فضاء الطور الثوابت عن الأديباتية.
يُعرف التغير الأديباتي في ميكانيكا الكم بأنه التغير الذي يحدث بمعدل أبطأ من فرق الترددات بين الحالات الذاتية للطاقة. وفي هذه الحالة لا تخضع حالات الطاقة في النظام إلى أي انتقالات، مما يعني أن العدد الكمي ثابت أديباتي.
وُضعت نظرية الكم القديمة عن طريق مساواة العدد الكمي الخاص بنظام معين إلى الثابت الأديباتي الكلاسيكي المناظر له. وقد أفضى ذلك إلى وضع قاعدة بور-سمرفيلد للتكميم: العدد الكمي هو المساحة المُحددة بالمدار الكلاسيكي في فضاء الطور.

## في الديناميكا الحرارية
تُعرف التغيرات الأديباتية في الديناميكا الحرارية بأنها التغيرات التي لا تؤدي إلى زيادة الإنتروبيا، وهي تحدث بمعدل أبطأ بالمقارنة بالمقاييس الزمنية الأخرى المميزة للنظام، ولا يُسمح فيها بانتقال الحرارة إلا بين جسمين لهما نفس درجة الحرارة. وفي حالة النظم المعزولة لا تسمح التغيرات الأديباتية بتدفق الحرارة من النظام أو إليه على الإطلاق.

### التمدد الأديباتي للغاز المثالي
إذا تمدد وعاء يحتوي على الغاز لحظيًا فلن تتغير درجة حرارة الغاز نظرًا إلى أن جزيئات الغاز لن تتباطأ على الإطلاق، إذ تحتفظ جميع الجزيئات بطاقتها الحركية رغم أنها تشغل حجمًا أكبر. أما إذا تمدد الوعاء ذاته بمعدل بطيء بحيث يظل قانون الغاز المثالي قائمًا في جميع الأوقات فسوف تفقد الجزيئات طاقتها بمعدل يتساوى مع معدل الشغل المبذول على جدران الوعاء المتمدد وفقًا لقانون حفظ الطاقة، ومقدار هذا الشغل يساوي حاصل ضرب ضغط الغاز في مساحة الجدران في مقدار إزاحة الجدران للخارج، أي حاصل ضرب الضغط في التغير في حجم الغاز كما هو موضح بالعلاقة التالية:
{\displaystyle dW=PdV={Nk_{B}T \over V}dV}
في حالة عدم انتقال أي حرارة إلى الغاز، يفقد الغاز جزءًا من طاقته بنفس مقدار الشغل المبذول. وطبقًا لتعريف الغاز المثالي فإن درجة حرارته تعتمد على متوسط الطاقة الحركية فقط ولا ليس على حجم الغاز. لذا فإن:
{\displaystyle dT={1 \over NC_{v}}dE}
يعبر الرمز {\displaystyle C_{v}} عن الحرارة النوعية للغاز عند ثبوت الحجم. وإذا كان التغير في الطاقة نتيجة للشغل المبذول على الجدران، تُعطى درجة الحرارة بالعلاقة التالية:
{\displaystyle NC_{v}dT=-dW=-{N{k_{B}}T \over V}dV}
تزودنا المعادلة السابقة بعلاقة تفاضلية بين تغير الحرارة والحجم، ويمكن إجراء التكامل عليها لإيجاد الثابت. ولا يعدو الثابت kp كونه معامل تحويل وحدات يمكننا وضع قيمته بالواحد الصحيح عن طريق ضبط الوحدات لتصبح العلاقة كالآتي:
{\displaystyle \,d(C_{v}N\log T)=-d(N\log V)}
وتكون الكمية الآتية:
{\displaystyle \,C_{v}N\log T+N\log V}
هي الثابت الأديباتي، وهو يرتبط بالإنتروبيا بالعلاقة التالية:
{\displaystyle \,S=C_{v}N\log T+N\log V-N\log N=N\log(T^{C_{v}}V/N)}
إذن فالإنتروبيا ثابت أديباتي. يضفي الحد Nlog(N) خاصية الجمع التوزيعي للإنتروبيا، أي أن الإنتروبيا الخاصة بحجمين من الغاز مجتمعين تساوي مجموع إنتروبيا كل غاز بمفرده.
تعبر الكمية S في التفسير الجزيئي عن لوغاريتم حجم فضاء الطور الذي يحتوي على جميع حالات الغاز الذي يمتلك قدرًا من الطاقة E(T) ويشغل حيز V من الفراغ.
تتجلى تلك الخاصية بوضوح في حالة الغاز أحادي الذرة حيث تُكتب معادلة الطاقة الخاصة به كالآتي:
{\displaystyle E={1 \over 2m}\sum _{k}p_{k1}^{2}+p_{k2}^{2}+p_{k3}^{2}}
تُمثل حركات الغاز الداخلية المختلفة مع الطاقة الكلية E في المعادلة السابقة سطح كرة عدد أبعادها يساوي 3N، ونصف قطرها يساوي {\displaystyle \scriptstyle {\sqrt {2mE}}}، وحجمها  Vيساوي:
{\displaystyle {2\pi ^{3N/2}(2mE)^{{3N-1} \over 2}} \over {\Gamma (3N/2)}}
حيث Γ هي دالة غاما.
بما أن كل جزيء غاز قد يشغل أي مكان بداخل الحجم V، إذًا فالحجم الذي يشغله الغاز بداخل فضاء الطور يساوي:
{\displaystyle {2\pi ^{3N/2}(2mE)^{{3N-1} \over 2}}V^{N} \over {\Gamma (3N/2)}}
وبما أن جزيئات الغاز متطابقة تمامًا فسوف نقسم حجم فضاء الطور على {\displaystyle N!=\Gamma (N+1)}، وهو يعبرعن تباديل عدد N من الجزيئات.
بالاستعانة بتقريب ستيرلينغ لدالة غاما وتجاهل العوامل التي تتلاشى عند افتراض قيمة كبيرة لـ N نحصل على:
{\displaystyle S=N{\big (}3/2\log(E)-3/2\log(3N/2)+\log(V)-\log(N){\big )}}
{\displaystyle =N{\big (}3/2\log(\scriptstyle {\frac {2}{3}}\displaystyle E/N)+\log(V/N){\big )}}
وبما أن الحرارة النوعية للغاز أحادي الذرة تساوي 3/2، إذًا فالمعادلة السابقة هي نفس المعادلة الثرموديناميكية للإنتروبيا.

### قانون فين - التمدد الأديباتي لصندوق من الضوء
إذا تجاهلنا ميكانيكا الكم، فكمية الطاقة المُختزنة في المجال الكهرومغناطيسي الكلاسيكي داخل صندوق من الإشعاع في حالة الاتزان الحراري لانهائية. مبدأ التوزع المتساوي يقتضي بأن أوضاع المجال المغناطيسي تختزن كميات متساوية من الطاقة، وأن تلك الأوضاع لامتناهية. وهو أمر لا يُعقل من ناحية فيزيائية، إذ يعني هذا أن الطاقة تتسرب إلى الموجات الكهرومغناطيسية ذات الترددات المرتفعة مع مرور الزمن.
ومع ذلك فلا يزال لدينا ما نتعلمه عن توزيع الاتزان من الديناميكا الحرارية وحدها مع تجاهل ميكانيكا الكم، فما زال مفهوم الثبوت الأديباتي الذي يربط بين صناديق ذات أحجام مختلفة قائمًا.
يمكن حساب تردد الضوء المرتد من جدران الصندوق عن طريق انزياح دوبلر عندما يتمدد الصندوق ببطء. إذا كانت الجدران لا تتحرك فسوف يرتد الضوء بنفس التردد. أما إذا كانت الجدران تتحرك ببطء فسوف يرتد الضوء بنفس التردد في الإطار الذي يكون فيه الجدار ساكنًا فقط، أما في الإطار الذي يظهر فيه الجدار مبتعدًا عن الضوء الساقط فسوف تتزحزح ترددات الضوء الداخل بعيدًا عن ترددات الضوء الخارج في اتجاه اللون الأزرق بمقدار يساوي ضعف معامل انزياح دوبلر (v/c) كما هو موضح بالعلاقة الآتية:
{\displaystyle \Delta f={2v \over c}f}
ولكن من ناحية أخرى، ستنخفض طاقة الضوء عندما يتحرك الجدار مبتعدًا عن الضوء، فالضوء يبذل شغلًا على الجدار بواسطة الضغط الإشعاعي. ونظرًا إلى أن الضوء ينعكس على جدران الصندوق فإن مقدار هذا الضغط يساوي ضعف زخم الضوء الذي يساوي E/c. وبإمكاننا الحصول على معدل بذل الشغل عن طريق ضرب الكمية السابقة في السرعة:
{\displaystyle \,\Delta E=v{2E \over c}}
وذلك يعني أن التغير في تردد الضوء يساوي الشغل الذي يبذله الضغط الإشعاعي على جدران الصندوق، إذ يتغير تردد الضوء المنعكس وطاقته بنفس النسبة:
{\displaystyle {\Delta f \over f}={\Delta E \over E}}
نظرًا إلى أن حركة الجدران البطيئة تحافظ على التوزيع الحراري ثابتًا فإن احتمال وجود ضوء طاقته E وتردده f لا بد أن يكون بدلالة الكمية E/f فقط.
لا يمكن اشتقاق تلك الدالة من الديناميكا الحرارية وحدها، ولذلك حاول وين أن يخمن شكلًا لتلك الدالة في حالة الترددات المرتفعة. اقترح وين أن متوسط الطاقة في أوضاع الترددات العالية مكتوم بواسطة معامل مشابه لمعامل بولتزمان. وهذه النتيجة لا تتوافق مع قيمة الطاقة المتوقعة في الفيزياء الكلاسيكية، وهي تساوي 1/2β وفقًا لمبدأ التوزع المتساوي، بل إنها نتيجة جديدة وغير مُبررة تتوافق مع البيانات المُستخلصة من الترددات المرتفعة:
{\displaystyle \,\langle E_{f}\rangle =e^{-\beta hf}}
يفضي جمع متوسطات الطاقة بالنسبة لجميع أوضاع الإشعاع الكهرومغناطيسي داخل تجويف ما إلى توزيع فين، وهو يصف التوزيع الثرموديناميكي للطاقة في غاز كلاسيكي من الفوتونات. يفترض قانون فين ضمنيًا أن الضوء (من ناحية إحصائية) يتكون من حزم ضوئية تتغير طاقاتها وتردداتها بنفس كيفية الغاز الكلاسيكي. وتتناسب إنتروبيا غاز فين مع الحجم مرفوعًا لأس N، حيث N هو عدد الحزم. ومن هنا نجد أن المعنى الإحصائي وراء إنتروبيا غاز فين هو عدد جميع المواقع الممكنة التي يمكن للفوتونات أن تشغلها.

## الميكانيكا الكلاسيكية – متغيرات التآثر
فلنفترض أن لدينا هاميلتوني يتغير مع مرور الزمن ببطء مثلما الحال في هزاز توافقي أحادي الأبعاد ذو تردد متغير:
{\displaystyle H_{t}(p,x)={p^{2} \over 2m}+{m\omega (t)^{2}x^{2} \over 2}\,}
يتألف التآثر J من المساحة المُحددة بالمدار في فضاء الطور كما هو موضح بالعلاقة التالية:
{\displaystyle J=\int _{0}^{T}p(t){dx \over dt}dt\,}
بما أن J يساوي تكامل دالة دورية على مدار فترة كاملة، إذًا فهو يعتمد على الطاقة فقط. وإذا كان كل من الهاميلتوني وJ ثابتًا مع الزمن فإن المتغير المرافق θ يزداد مع مرور الزمن بمعدل منتظم.
{\displaystyle {d\theta  \over dt}={\partial H \over \partial J}=H\,'(J)\,}
فمن الممكن أن نستخدم الثابت{\displaystyle H\,'} في تحويل المشتقات الزمنية على طول المدار إلى مشتقات جزئية بالنسبة إلى θ مع ثبوت الكمية J. وعن طريق مفاضلة التكامل الخاص بالكمية J بالنسبة إلى J نحصل على متطابقة تثبّت قيمة  {\displaystyle H\,'}
{\displaystyle {dJ \over dJ}=1=\int _{0}^{T}{\bigg (}{\partial p \over \partial J}{dx \over dt}+p{\partial  \over \partial J}{dx \over dt}{\bigg )}dt=H\,'\int _{0}^{T}{\bigg (}{\partial p \over \partial J}{\partial x \over \partial \theta }-{\partial p \over \partial \theta }{\partial x \over \partial J}{\bigg )}dt\,}
يعبر حد التكامل عن إجراء عملية قوس بواسون بين x وp. وتفضي تلك العملية بين أي كميتين مترافقتين (مثل x وp) إلى الواحد الصحيح في جميع الأنظمة الإحداثية القياسية. إذًا:
{\displaystyle 1=H\,'\int _{0}^{T}\{x,p\}\,dt=H\,'\,T\,}
حيث {\displaystyle H\,'} يساوي معكوس الدورة  T. وهنا يزداد المتغير θ بمقادير متساوية مع كل دورة بالنسبة لجميع قيم J، أي أنه المتغير الزاوي.
الثبوت الأديباتي للكمية J
يعتمد الهاميلتوني H على الكمية J فقط، وفي حالة الهزاز التوافقي البسيط:
{\displaystyle \,H=\omega J\,}
في حالة عدم اعتماد H على الزمن تُصبح الكمية J ثابتة. وإذا كانت H تتغير مع الزمن ببطء يمكن حساب معدل تغير J عن طريق إعادة صياغة التكامل كالآتي:
{\displaystyle J=\int _{0}^{2\pi }p{\partial x \over \partial \theta }d\theta \,}
وتُعطى المشتقة الزمنية لهذه الكمية بالمعادلة الآتية:
{\displaystyle {dJ \over dt}=\int _{0}^{2\pi }{\bigg (}{dp \over dt}{\partial x \over \partial \theta }+p{d \over dt}{\partial x \over \partial \theta }{\bigg )}d\theta \,}
وعن طريق استبدال المشتقات الزمنية بمشتقات المتغير ثيتا من خلال العلاقة ({\displaystyle d\theta =\omega dt\,}) ووضع ({\displaystyle \omega :=1\,}) نحصل على:
{\displaystyle {dJ \over dt}=\int _{0}^{2\pi }{\bigg (}{\partial p \over \partial \theta }{\partial x \over \partial \theta }+p{\partial  \over \partial \theta }{\partial x \over \partial \theta }{\bigg )}d\theta \,}
طالما لم تتغير الإحداثيات J و θبشكل ملحوظ خلال دورة واحدة فإن ناتج هذا التكامل (باستخدام طريقة التكامل بالتجزئة) يساوي صفر. أي أنه في حالة التذبذبات الصغيرة يتلاشى تغير المساحة المُحددة بالمدار من الرتبة الصغرى. هذا هو نص مبرهنة الثبوت الأديباتي – أي أن متغيرات التآثر هي الثوابت الأديباتية.
في حالة الهزاز التوافقي تتساوى مساحة المدار في فضاء الطور في مستوى الطاقة E مع مساحة القطع الناقص المُعرف بالعلاقة الآتية:
{\displaystyle E={p^{2} \over 2m}+{m\omega ^{2}x^{2} \over 2}\,}
حيث نصف قطر القطع الناقص على طول محور x يساوي {\displaystyle \scriptstyle {\sqrt {2E/\omega ^{2}m}}}، بينما نصف قطر القطع الناقص على طول محور p يساوي {\displaystyle \scriptstyle {\sqrt {2mE}}}. ومن خلال ضرب الكميتين السابقتين نحصل على المساحة {\displaystyle 2\pi E/\omega }. إذًا إذا حاولنا جذب بندول متذبذب إلى الداخل بحيث يتغير تردد ذبذبته بمقدار معين فسوف تتغير طاقته بنفس النسبة.